# Yad Vashem

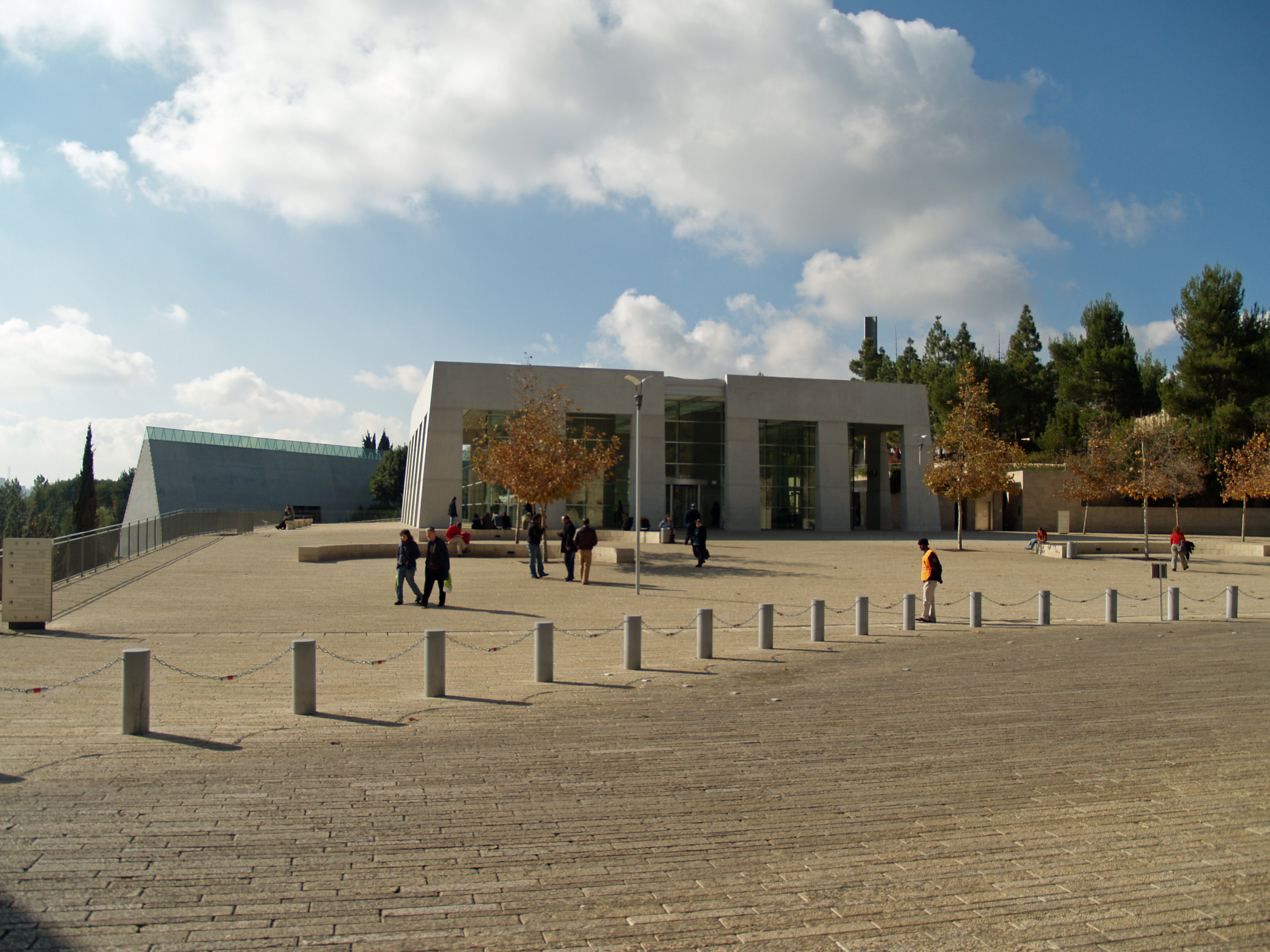
Eingangsbereich von Yad Vashem

Yad Vashem (englische Transkription von hebräisch יָד וָשֵׁם Jad waSchem, deutsch ‚Hand[Zeichen] und Name‘; sinngemäß: „Denkmal und Name“; gelegentlich auch als Yad waShem transkribiert) ist die Bezeichnung der staatlichen israelischen „Gedenkstätte des Holocausts und des Heldenmuts“ (רָשׁוּת הַזִּכָּרוֹן לַשּׁוֹאָה ולַגְּבֻוּרָה Raschūt ha-Sikkarōn la-Schō'ah wə-la-Gvūrah, deutsch ‚Behörde des Gedenkens an die Scho'ah und den Heldenmut‘), der bedeutendsten Gedenkstätte, die an die nationalsozialistische Judenvernichtung erinnert und sie wissenschaftlich dokumentiert.
Die Gedenkstätte befindet sich in Jerusalem. Sie wurde durch das Yad-Vashem-Gesetz, das die Knesset am 19. August 1953 beschloss, als eine staatliche Behörde gegründet. Yad Vashem wird jährlich von über zwei Millionen Menschen besucht.

## Entstehung und Aufbau
Yad Vashem (hebräisch יד ושם für „Denkmal und Name“) erhielt seinen Namen nach Jes 56,5 : „Ihnen allen errichte ich in meinem Haus und in meinen Mauern ein Denkmal, ich gebe ihnen einen Namen, der mehr wert ist als Söhne und Töchter: Einen ewigen Namen gebe ich ihnen, der niemals getilgt wird.“
Die ersten Überlegungen für eine Holocaust-Gedenkstätte in Jerusalem reichen in das Jahr 1942 zurück und wurden auf einer Vorstandssitzung des Jüdischen Nationalfonds diskutiert. 1945 wurde ein provisorischer Vorstand von Yad Vashem installiert, dem David Remez (Vorsitzender), Shlomo Zalman Shragai, Baruch Zuckerman und Mordechai Shenhavi angehörten. Nach der Gründung des Staates Israel befürwortete dessen erster Staatspräsident Chaim Weizmann 1948 ausdrücklich das Vorhaben einer Holocaust-Gedenkstätte. Durch den Palästinakrieg 1948–1949 verzögerte sich die Umsetzung jedoch erheblich.
Am 19. August 1953 verabschiedete das israelische Parlament, die Knesset, einstimmig das Yad-Vashem-Gesetz. Die Leitung der geplanten Gedenkstätte hatte bereits verschiedene Projekte gestartet: Sammlung der Namen der Opfer des Holocaust, Dokumentation persönlicher Zeugnisse von Überlebenden, vorbereitende Untersuchungen für die zukünftige Forschung und für geplante Publikationen. Am 29. Juli 1954 wurde auf dem Mount of Remembrance (Mount Herzl | Har ha-Zikaron) westlich von Jerusalem der Grundstein für das zentrale Museumsgebäude von Yad Vashem gelegt. Das Museum und weitere bis dahin bereits fertiggestellte Teile der Gedenkstätte wurden 1957 für die Öffentlichkeit zugänglich gemacht.
Seither wurde Yad Vashem kontinuierlich erweitert und ausgebaut und umfasst gegenwärtig folgende Abteilungen und Institutionen:

## Museum zur Geschichte des Holocaust
Das „Museum zur Geschichte des Holocaust“ dokumentiert in neun unterirdisch angelegten Galerien die Geschichte der Judenverfolgung. Anhand von Videoinstallationen, Fotografien, Exponaten, Dokumenten und Kunstwerken wird der Völkermord an den europäischen Juden dargestellt. Die Ausstellung ist chronologisch geordnet und beginnt beim jüdischen Leben in Europa vor dem Holocaust. Sie leitet dann über zu dem aufkommenden Nationalsozialismus in Deutschland, dem Zweiten Weltkrieg und der Zerstörung jüdischen Lebens in Polen, den Ghettos (mit dem Nachbau der „Ulica Leszno“, der Hauptstraße des Warschauer Ghettos) bis zur Internierung in Konzentrationslagern und Vernichtungslagern wie Auschwitz. Hieran schließen sich der Widerstand und die Todesmärsche an. Die Ausstellung endet mit der Situation der Überlebenden, ihrer Suche nach Angehörigen, dem Leben in DP-Lagern und der Auswanderung nach Israel oder in andere Länder. Hierbei werden auf mehr als 100 Bildschirmen Videos mit Aussagen Überlebender des Holocaust vorgestellt.
Der Neubau des Museums (Architekt: Mosche Safdie) wurde im März 2005 eröffnet.

## Denkmäler in Yad Vashem
Das weitläufige Gelände umfasst eine Vielzahl von Skulpturen und einzelnen Gedenkstätten. Besonders seien erwähnt:

### Halle der Erinnerung

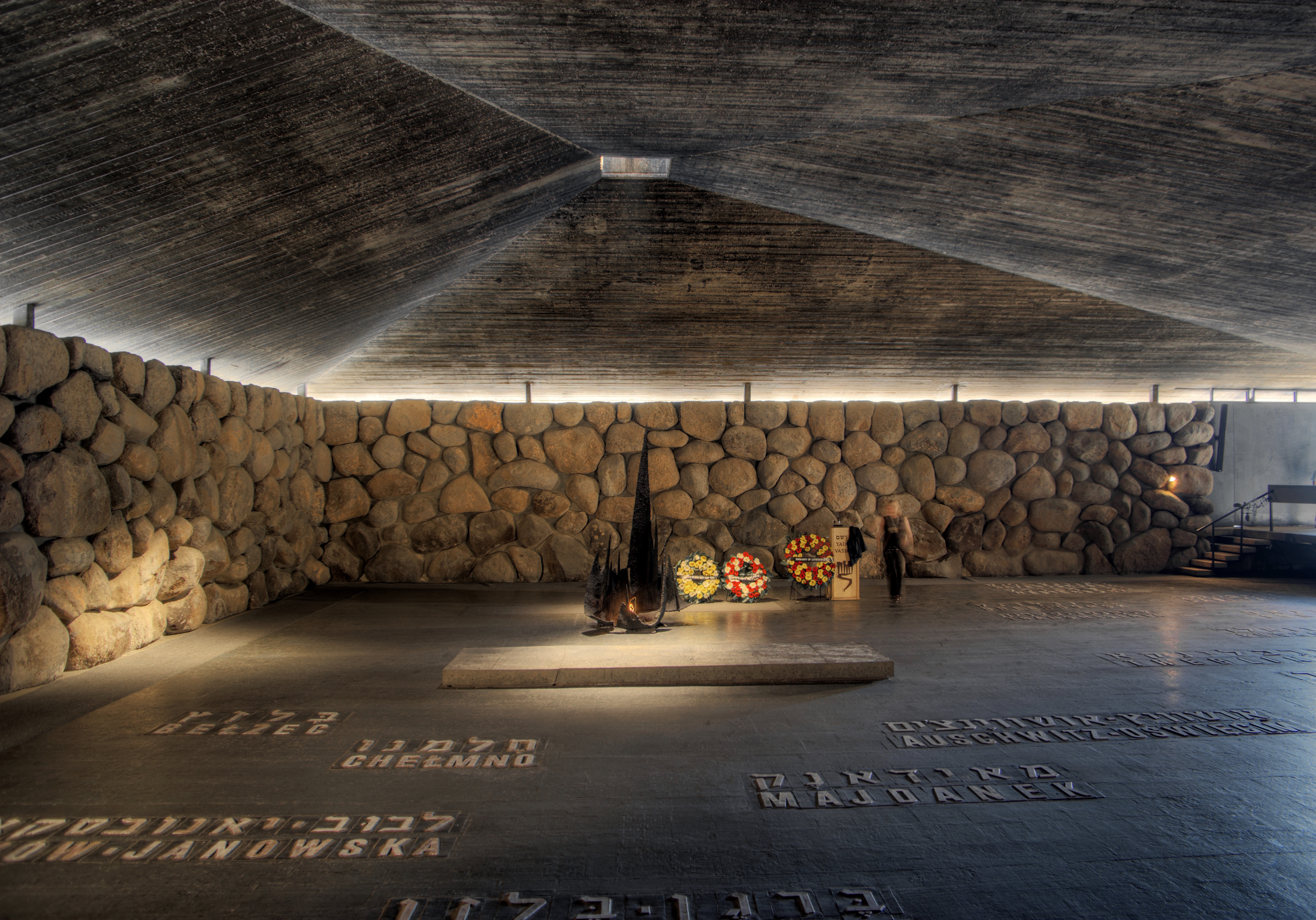
Halle der Erinnerung (September 2010)

Die „Halle der Erinnerung“ (hebräisch אוהל יזכור, Ohel Jizkor) mit der Gedenkflamme für die Opfer des Holocaust. Diese Flamme, in Form eines zerbrochenen Bronzekelchs, steht in der Mitte der Halle. Davor befindet sich eine Steinplatte, unter welcher Asche aus den Konzentrationslagern begraben ist. In der Halle sind die Namen der 22 größten Konzentrationslager in den Boden eingraviert, die exemplarisch für alle Orte der Vernichtung stehen. Der Architekt Arieh Elhanani entwarf die Halle. Die Bronze Die ewige Flamme (1960) schuf der Bildhauer Kosso Eloul. Das eindrucksvolle südliche Eingangstor schuf der Bildhauer David Palombo (1920–1966).

### Allee der Gerechten unter den Völkern

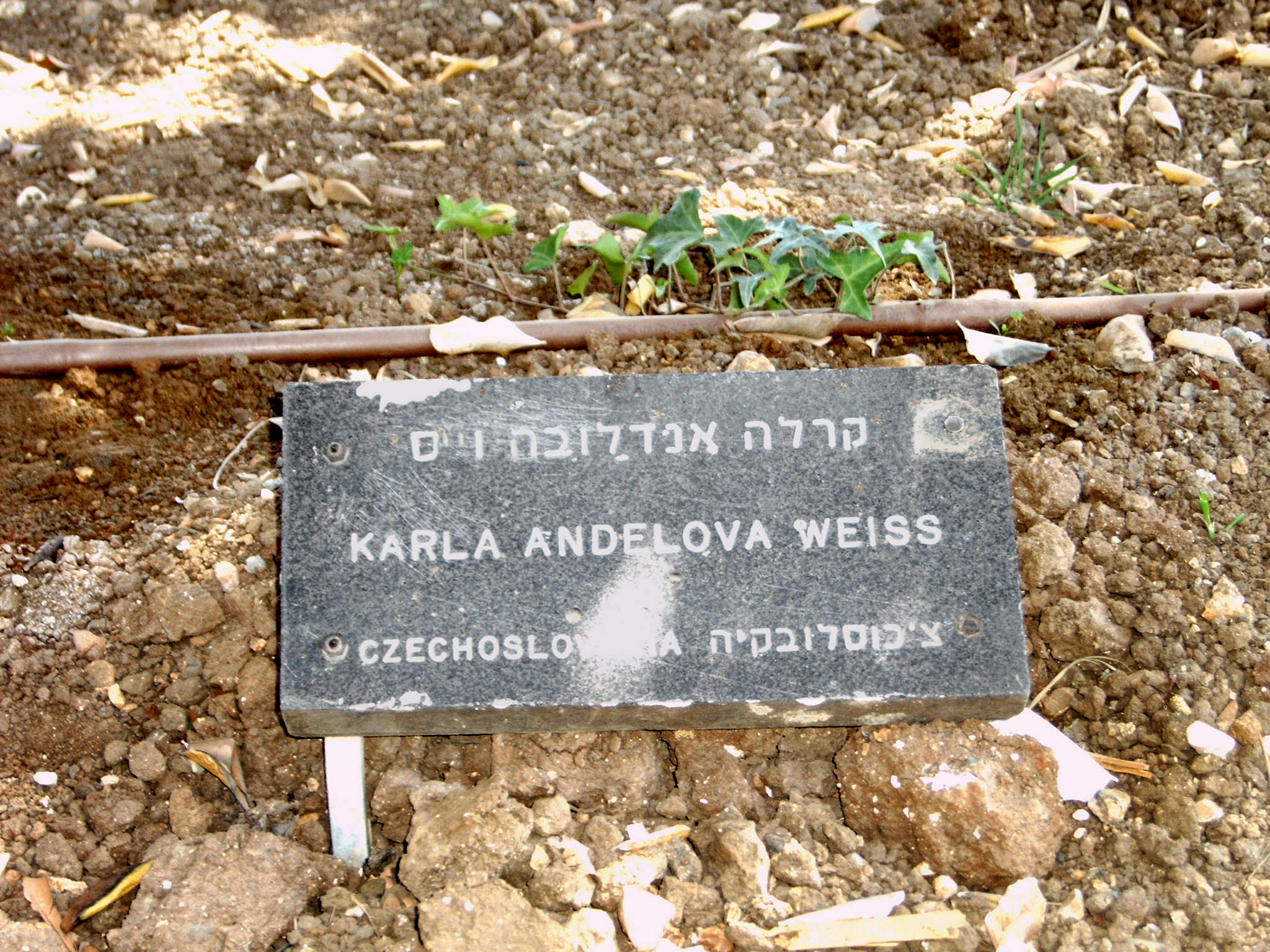
Gedenktafel

Die „Allee der Gerechten unter den Völkern“ ist gesäumt von Bäumen, die für die „Gerechten“ gepflanzt wurden. Mit den Gerechten unter den Völkern sind nichtjüdische Personen und Organisationen gemeint, die sich dem NS-Regime widersetzten, um Juden zu retten. Ihre Namen und ihre Herkunftsländer sind neben den Bäumen auf Tafeln vermerkt. Beispiele hierfür sind Oskar Schindler, Chiune Sugihara, Berthold Beitz, Giorgio Perlasca oder Aristides de Sousa Mendes. Das Projekt wurde 1962 begonnen. Im August 2018 wurden insgesamt 26.973 Menschen als „Gerechte unter den Völkern“ geführt, 616 von ihnen sind Deutsche. Im Jahr 2017 sind 460 neue Anerkennungen hinzugekommen.

### Garten der Gerechten unter den Völkern

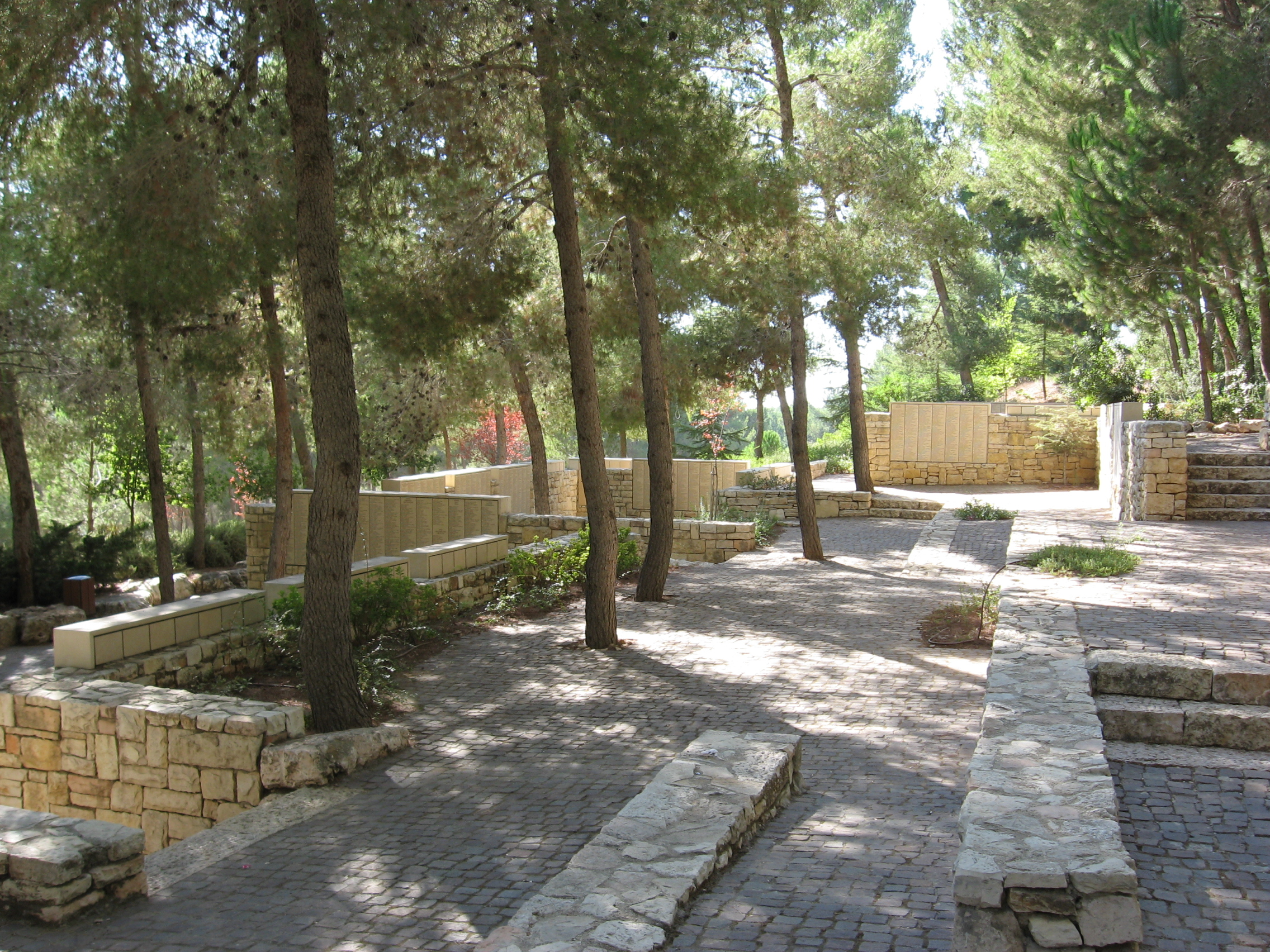
Der „Garten der Gerechten unter den Völkern“

Im „Garten der Gerechten unter den Völkern“ werden seit 1996 für nichtjüdische Retter Platten mit ihren Namen angebracht. Hier finden auch die Verleihungszeremonien des Ehrentitels für diese Personen statt.
Nach Angaben des Auswärtigen Amts wurden der Gedenkstätte über Projektförderung knapp fünf Millionen Euro von der Bundesregierung bis Ende 2009 zur Verfügung gestellt. Der Vertrag vom 1. Februar 2012 soll die Unterstützung weiter sichern. Deutschland hat weitere finanzielle Hilfe von 10 Millionen Euro zugesagt.

### Denkmal für die Kinder

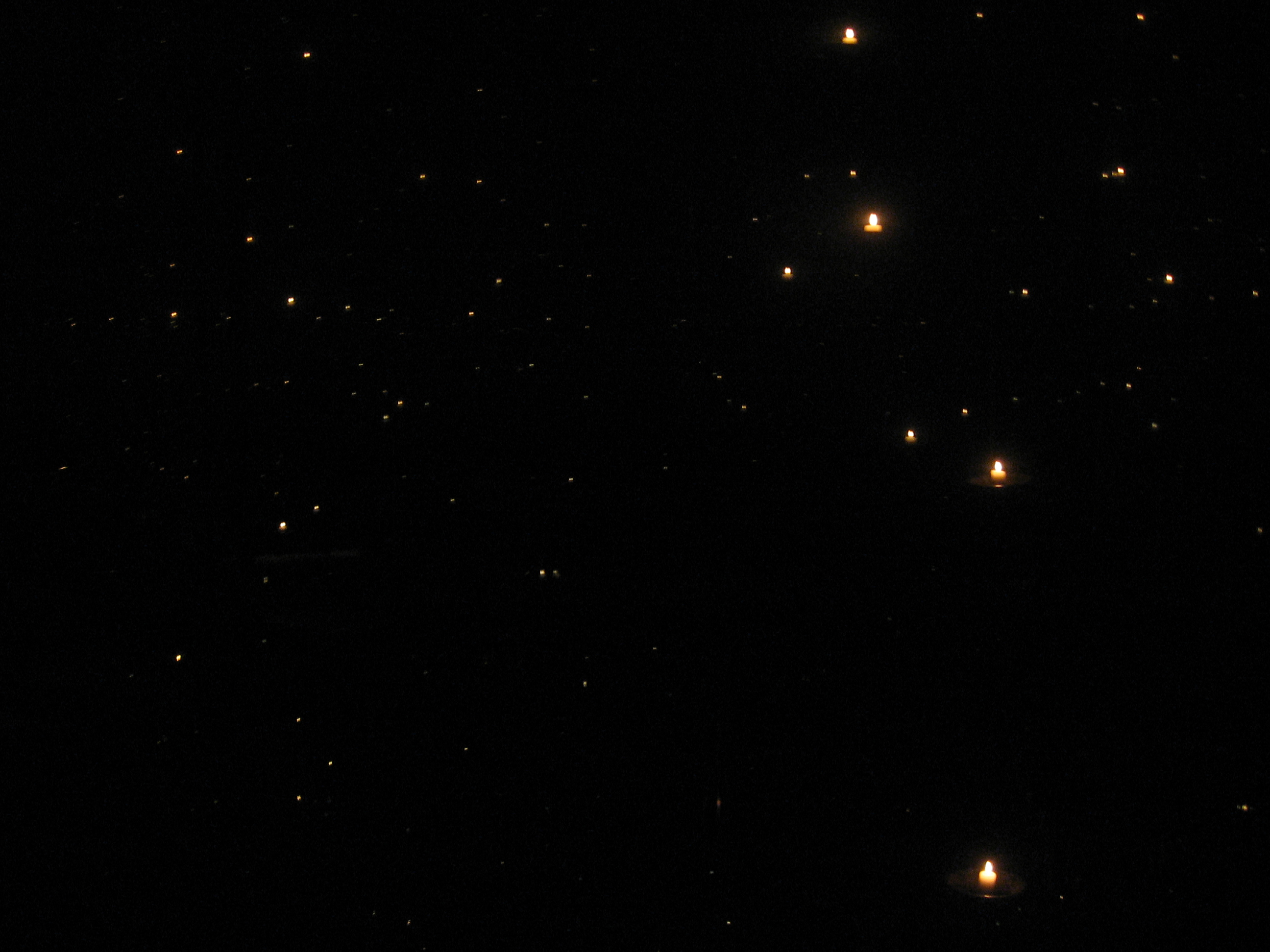
Die fünf Kerzen im verspiegelten Saal in Yad Vashem

Das im Jahre 1987 errichtete „Denkmal für die Kinder“ ist dem Gedenken an die 1,5 Millionen von den Nationalsozialisten ermordeten jüdischen Kinder gewidmet. Das Denkmal ist als unterirdischer Raum angelegt, in dem fünf Kerzen in der Dunkelheit so reflektiert werden, dass ein ganzer Sternenhimmel entsteht. Im Hintergrund werden die Namen, das Alter und der Geburtsort der Kinder von einem Tonband abgespielt. Dieses Endlosband braucht ungefähr drei Monate, um alle Namen wiederzugeben. Der Architekt war Moshe Safdie.

### Halle der Namen

Die Halle der Namen

In der „Halle der Namen“, dem letzten Raum im Rundgang des Museums zur Geschichte des Holocaust, werden die Namen und persönlichen Daten der jüdischen Opfer des nationalsozialistischen Massenmordes gesammelt. Als Grundlage hierfür dienen die Angaben auf „Gedenkblättern“, die von Verwandten und Bekannten der Ermordeten gemacht werden. Oft sind die Gedenkblätter die einzigen Erinnerungen an die Opfer. Der Architekt war Moshe Safdie.

### Denkmal zur Erinnerung an die Deportierten

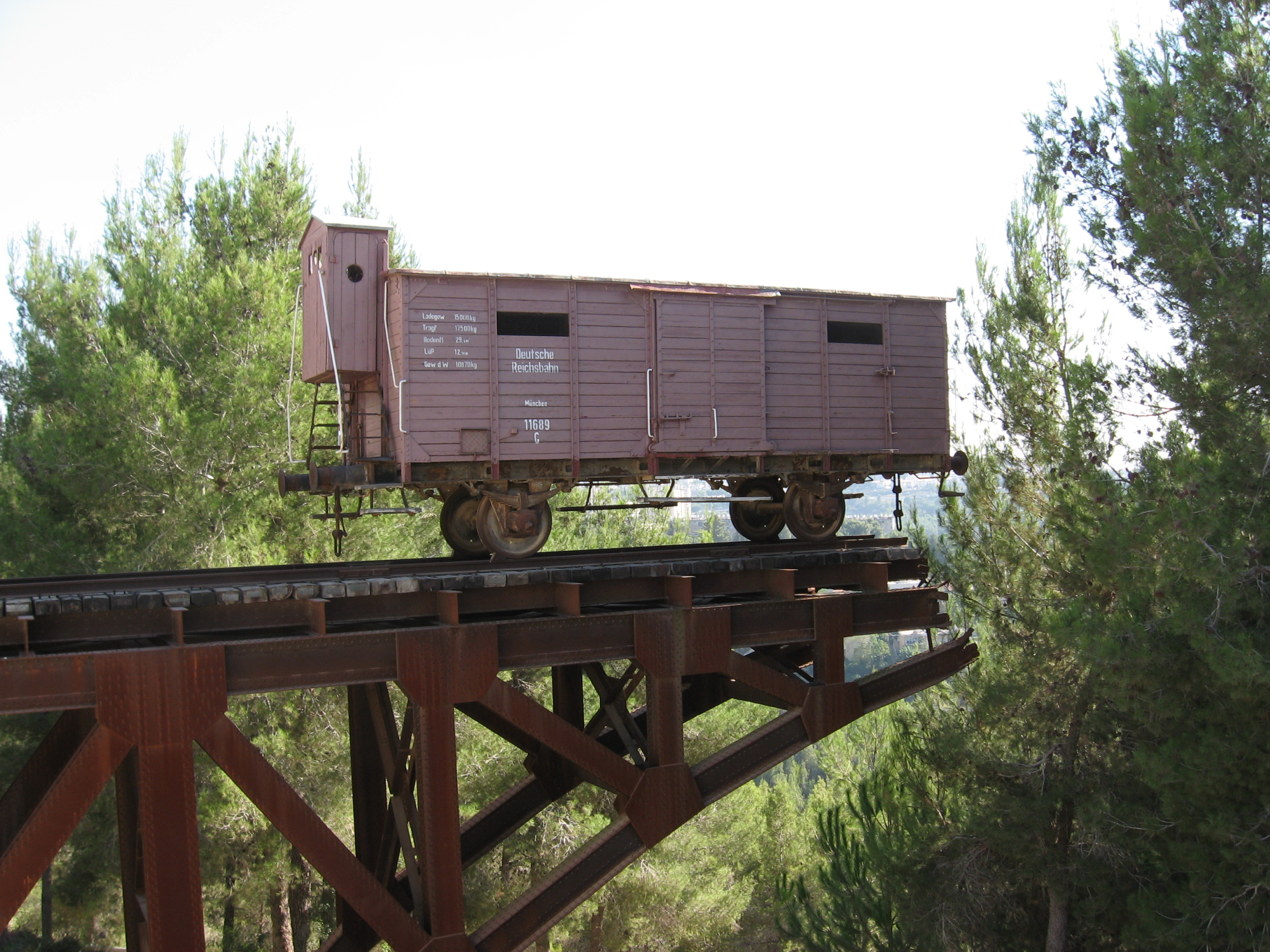
Denkmal zur Erinnerung an die Deportierten

Das „Denkmal zur Erinnerung an die Deportierten“ erinnert mit einem alten Reichsbahnwagen an die Transporte in die Konzentrationslager; der Waggon steht über dem Abhang auf einer ins Nichts führenden Brückenkonstruktion und ist ein originaler Transportwagen, der von der polnischen Regierung an Yad Vashem übergeben wurde. Architekt: Mosche Safdie.

### Tal der Gemeinden

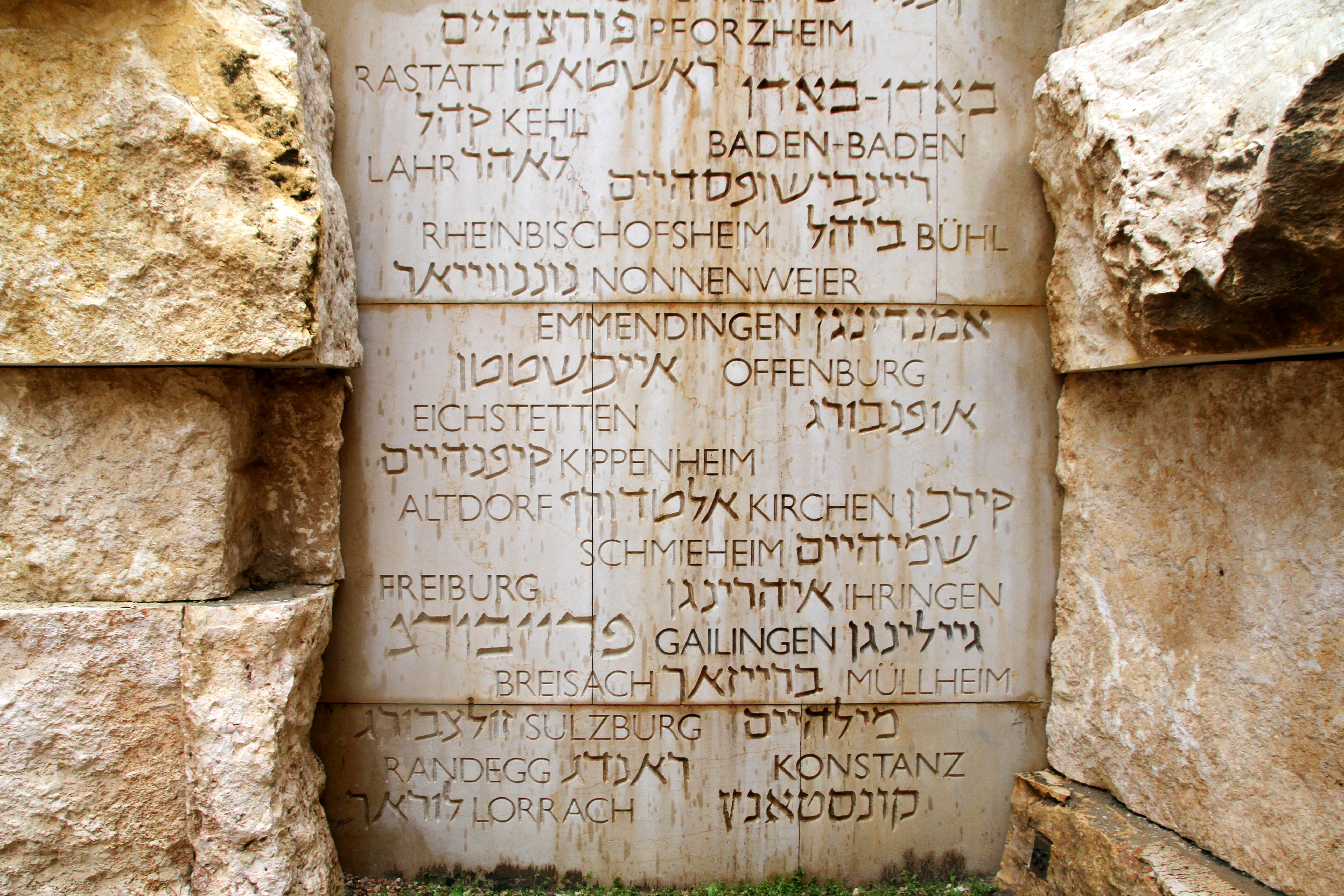
Tal der Gemeinden - Baden

Auf einer Fläche von etwa einem Hektar wird im „Tal der Gemeinden“ (hebr.: בקעת הקהילות, Bik'at haKehilot) auf 107 Steinwänden der über 5000 jüdischen Gemeinden, die während der Shoa ganz oder teilweise vernichtet wurden, gedacht. Architekten: Dan Zur und Lifa Yahalom.

### Holocaust-Kunstmuseum
Das 2005 eröffnete Kunstmuseum (Holocaust Art Museum) beherbergt eine Kunstsammlung von 10.000 Zeichnungen und Gemälden von Insassen der Konzentrationslager. Ein kleiner Teil, 100 Werke, wurde im Deutschen Historischen Museum vom 26. Januar 2016 bis 3. April 2016 auch in Berlin der Öffentlichkeit zugänglich gemacht. In Yad Vashem selbst wird in wechselnden Ausstellung jeweils eine Auswahl aus diesem Bestand gezeigt.

## Weitere Einrichtungen in Yad Vashem

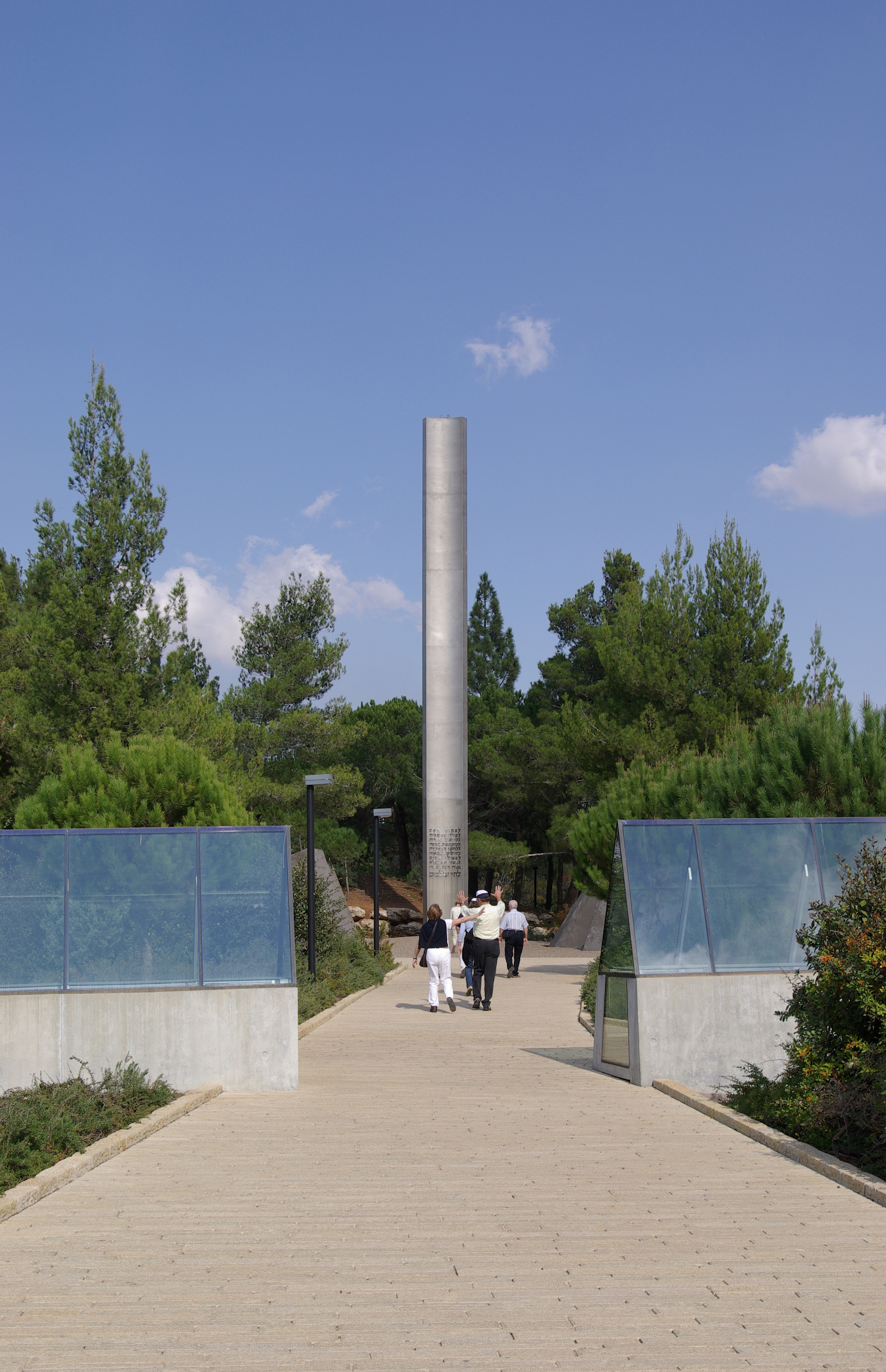
Pillar of Heroism, „Säule des Heldenmutes“

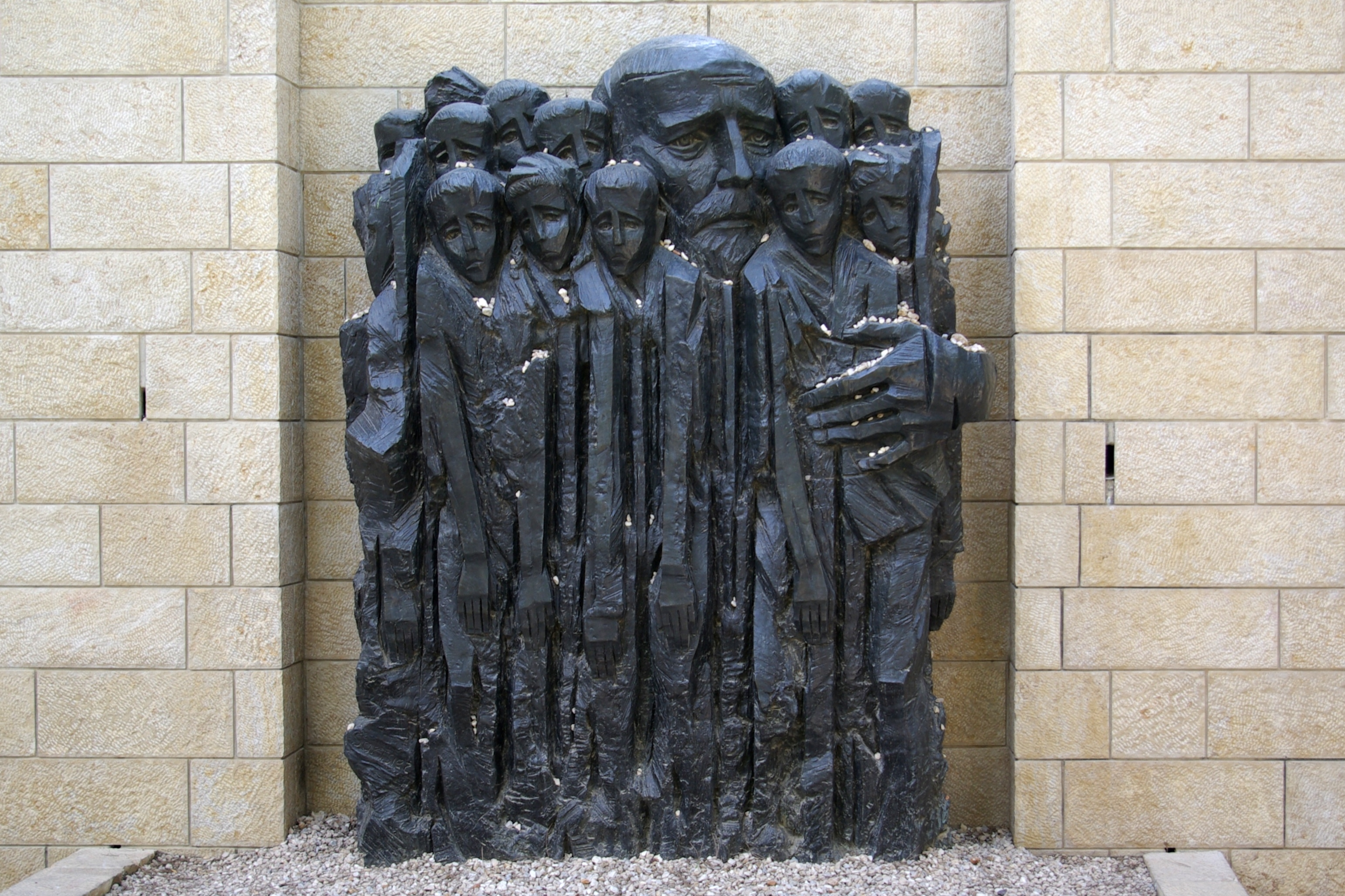
Boris Saktsier: Janusz Korczak und die Ghettokinder

- Die Neue Synagoge zeigt Judaica aus zerstörten Synagogen Europas.[13]
- Die Bibliothek, die größte Sammlung von Büchern über den Holocaust, umfasst über 87.000 Bände in verschiedenen Sprachen. Architekt: Moshe Safdie
- Das Archiv umfasst eine Sammlung von über 58 Millionen Seiten Dokumentation und über 500.000 Fotografien;[14] die Fotosammlung ist seit Januar 2011 vollständig online einsehbar.[15] Am 8. Juli 2024 eröffnete Staatspräsident Izchak Herzog den Moshal Shoah Legacy Campus, ein fünfstöckiges Gebäude, in dem alle Archivalien und Artefakte zentral archivarisch erfasst, restauriert und gelagert werden. Es befindet sich direkt gegenüber der „Halle der Erinnerung“ und da diese nicht überragt werden soll, ist es weitgehend unterirdisch angelegt.[16] Das Archiv ist nicht öffentlich zugänglich, aber eine Videoinstallation des Künstlers Ran Slavin im Eingangsbereich gibt den Besuchern der Gedenkstätte Einblick in mehr als 120.000 Objekte, die auf einem großen Bildschirm abwechselnd gezeigt werden.
- Gemeinsam mit seinen Partnern hat Yad Vashem Namen und biographische Angaben von Millionen Opfern der systematischen anti-jüdischen Verfolgung zur Zeit des Holocaust gesammelt und aufgezeichnet und stellt diese in einer zentralen Datenbank unter Angabe der Quellen online bereit.[17]
- Im „Wald der Nationen“ sind Staats- und Regierungschefs aller Länder dazu eingeladen, einen Baum zu pflanzen. Er wurde 2005 von Horst Köhler eingeweiht.

## Ausbildung, Publikation, Forschung

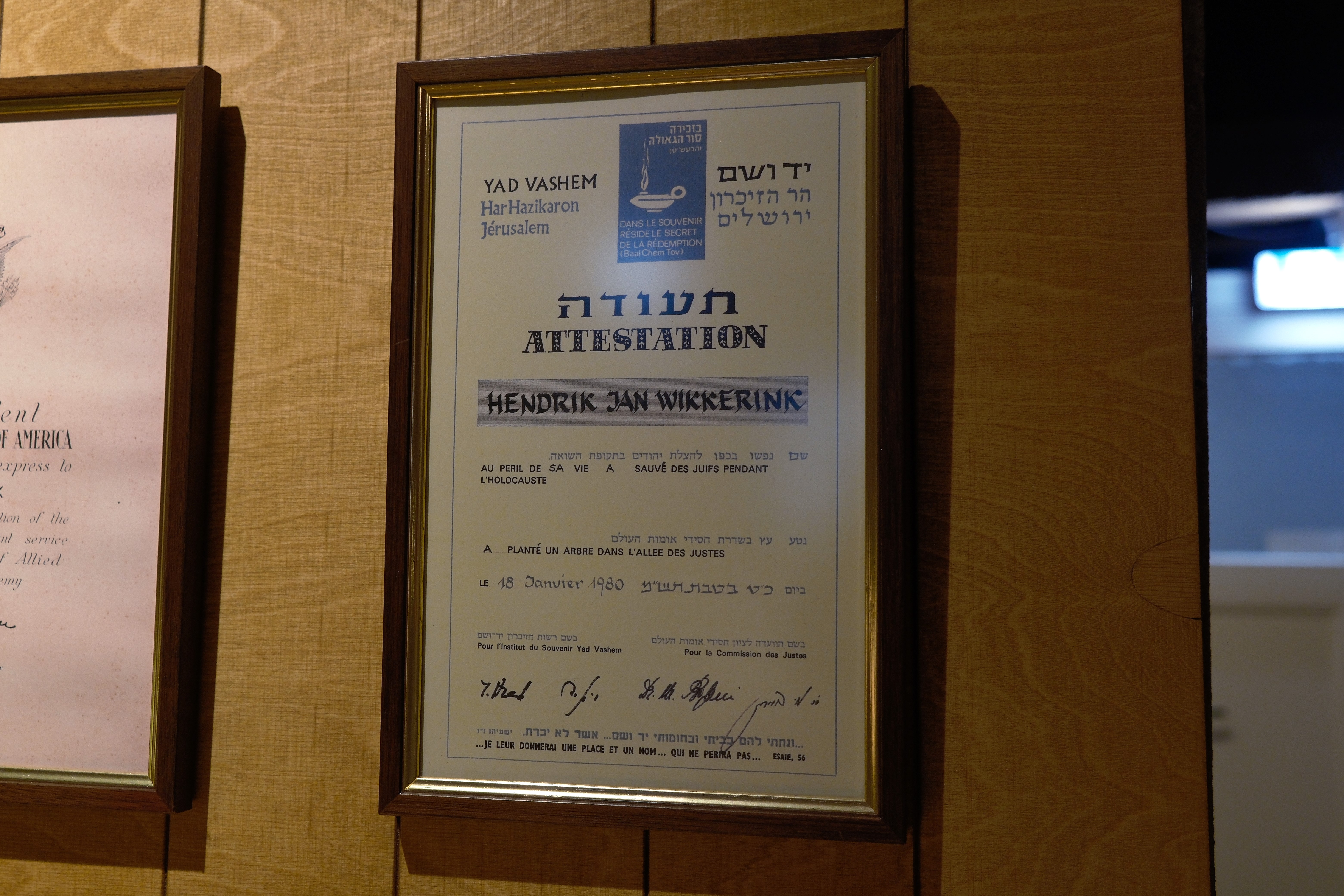
Anerkennung für Jan Wikkerink, Gerechter unter den Völkern, im Nationaal Onderduikmuseum in Aalten, Niederlande

- Anerkennung für Jan Wikkerink, Gerechter unter den Völkern, im Nationaal Onderduikmuseum in Aalten, NiederlandeForschungsstipendien, Auszeichnungen und Förderung[18]
- Diana Zborowski-Zentrum für das Studium der Auswirkungen des Holocaust[19]
- Dr. Ingrid Tauber-Stiftung zur Erforschung des Holocaust in Ungarn und der ungarisch-jüdischen Geschichte[20]
- John Najmann-Lehrstuhl für Holocaust-Studien[21]
- Reihe „Search and Research“ – Vorträge und wissenschaftliche Publikationen[22]
- Zentrum zur Erforschung der Juden in Deutschland während des Holocaust[23]
- Yad Vashem Studies[24]
- Yad Vashem Verlag[25]

In vielen europäischen Ländern gibt es Partnerschaftsvereine, welche die Ziele von Yad Vashem vertreten, so zum Beispiel die Österreichischen Freunde von Yad Vashem:
Sie unterstützen seit 2003 die Ziele von Yad Vashem. Die Aufgaben bestehen im Wesentlichen in der Erinnerung an den Holocaust in Österreich durch spezielle Gedenk- und Erziehungsprojekte. Durch kulturelle Veranstaltungen soll auch die vielerorts verloren gegangene jüdische Kultur wiederbelebt und in Erinnerung gehalten werden.

### Zentrale Datenbank der Namen der Holocaustopfer
Die unter yvng.yadvashem.org vollständig einsehbare Central Database of Shoah Victims' Names ist Teil eines Projekts, die Namen und Lebensgeschichten aller Opfer zu dokumentieren. In 50 Jahren Recherche wurden bislang die Daten von 4,8 Millionen Betroffenen erfasst und in zehnjähriger Arbeit durch mehr als 1.500 Freiwillige digitalisiert. Nach eigenen Angaben handelt es sich dabei um die umfassendste Datensammlung dieser Art. Eine weitere Datenbank auf dieser Website lässt die europaweiten Züge in die Lager recherchieren.

## Schändung
Im Juni 2012 wurden die Außenmauern und der Fußboden von Yad Vashem von drei ultra-orthodoxen Juden mit etwa zehn großformatigen Graffiti in hebräischer Sprache besprüht. Beispiele: „Die Zionisten wollten den Holocaust“, „Hitler, Danke für den Holocaust“, „Wenn Hitler nicht existiert hätte, hätten die Zionisten ihn erfunden“. Das Graffito „den Zionisten nicht mehr zu ermöglichen, manipulative Gedenkzeremonien in Auschwitz abzuhalten“ war an die polnische Regierung gerichtet.

## 5. World Holocaust Forum
75 Jahre nach der Befreiung von Auschwitz fand am 23. Januar 2020 in Yad Vashem das 5. World Holocaust Forum statt, an dem 50 Staatsoberhäupter teilnahmen, darunter die heutigen Staatschefs der damaligen alliierten Mächte, Russlands Präsident Wladimir Putin, der Vize-Präsident der USA, Mike Pence, Frankreichs Präsident Emmanuel Macron und der britische Thronfolger Prinz Charles. Als erstes deutsches Staatsoberhaupt sprach Bundespräsident Frank-Walter Steinmeier in Yad Vashem, bei der zentralen Gedenkveranstaltung. Er begann seine Rede auf Hebräisch mit dem Segensspruch Schehechejanu: Gepriesen sei der Herr, […] dass er mich heute hier sein lässt. Der Bundespräsident bekannte sich zu der deutschen Schuld am Holocaust und versicherte den Schutz jüdischen Lebens: Wir bekämpfen den Antisemitismus! Wir trotzen dem Gift des Nationalismus! Wir schützen jüdisches Leben! Wir stehen an der Seite Israels. Dieses Versprechen erneuere ich hier in Yad Vashem vor den Augen der Welt. Die früheren World Holocaust Foren fanden 2005 in Krakau, 2006 in Kiew, 2010 in Krakau und 2015 in Prag statt.

## Direktoren
- 1953–1957: Ben-Zion Dinur
- 1957–1960: Joseph Melkman[29]
- 1960–1966: Arieh Leon Kubovy[30]
- 1966–1972: Katriel Katz[31]
- 1972–1993: Yitzhak Arad
- 1993–2021: Avner Shalev[32]
- seit 2021: Dani Dayan[33]

2020 kritisierten Verbände von Holocaust-Überlebenden die Absicht von Minister Ze’ev Elkin, Ephraim Eitam zum Leiter der Yad Vashem zu ernennen, da dieser sich feindselig über arabische Israelis und im Westjordanland lebende Palästinenser geäußert hatte. Die folgende Regierung von Naftali Bennett nominierte daraufhin Dani Dayan als Direktor der Gedenkstätte.